# ميخائيل أوبراين (سياسي أسترالي)
ميخائيل أوبراين (بالإنجليزية: Michael O'Brien)‏ هو محام بالقضاء العالي وسياسي أسترالي وأيرلندي، ولد في 5 أغسطس 1971 في دبلن في جمهورية أيرلندا. حزبياً، نشط في حزب أستراليا الليبرالي (الفرع الفيكتوري) ‏. وقد انتخب Leader of the Opposition (Victoria) ‏ (6 ديسمبر 2018 – ) وانتخب Treasurer of Victoria ‏ (13 مارس 2013 – 4 ديسمبر 2014) وانتخب عضو الجمعية التشريعية فيكتوريا عن دائرة Electoral district of Malvern ‏ (2 ديسمبر 2010 – ).